# Ukk

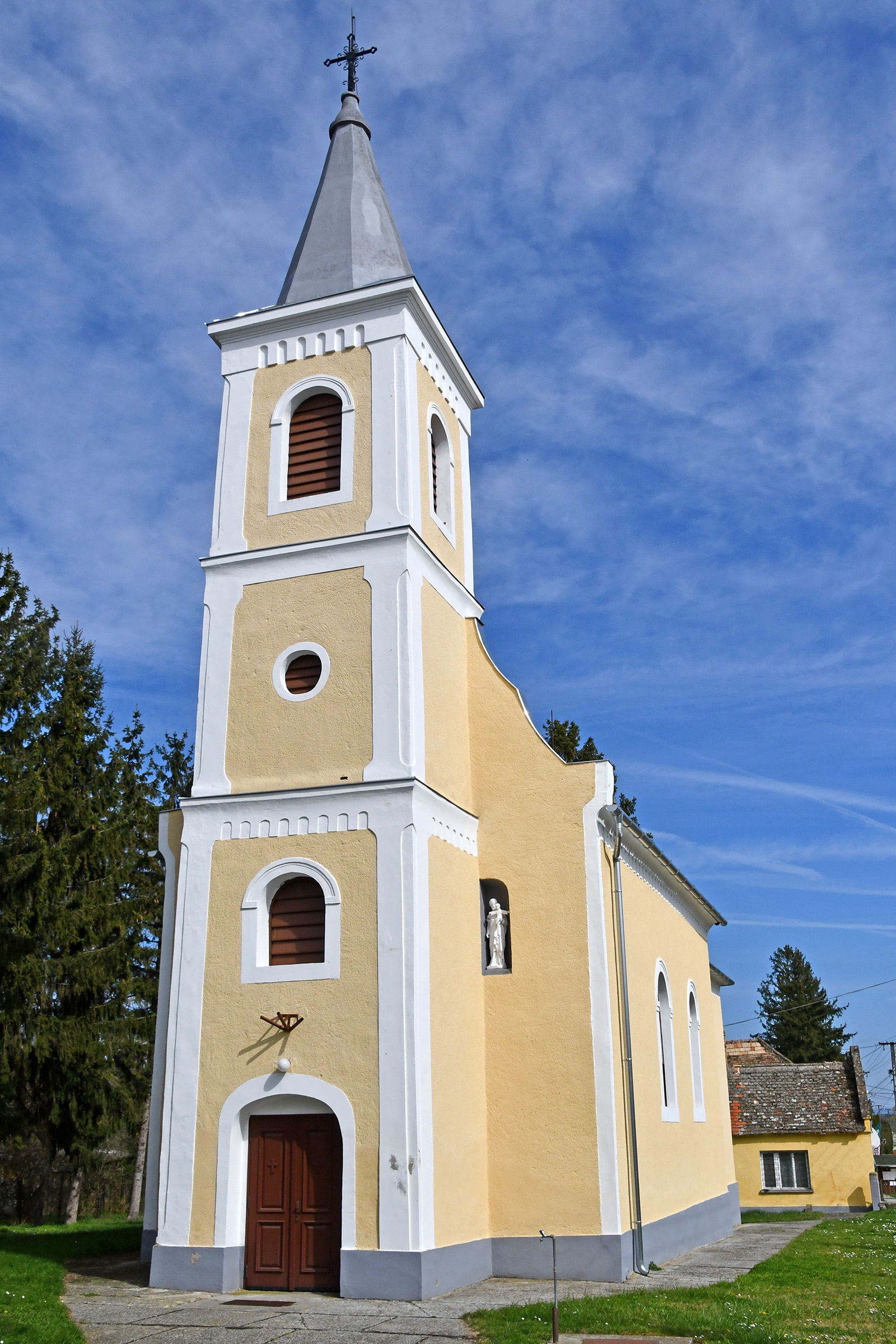
Kirche Szentháromság

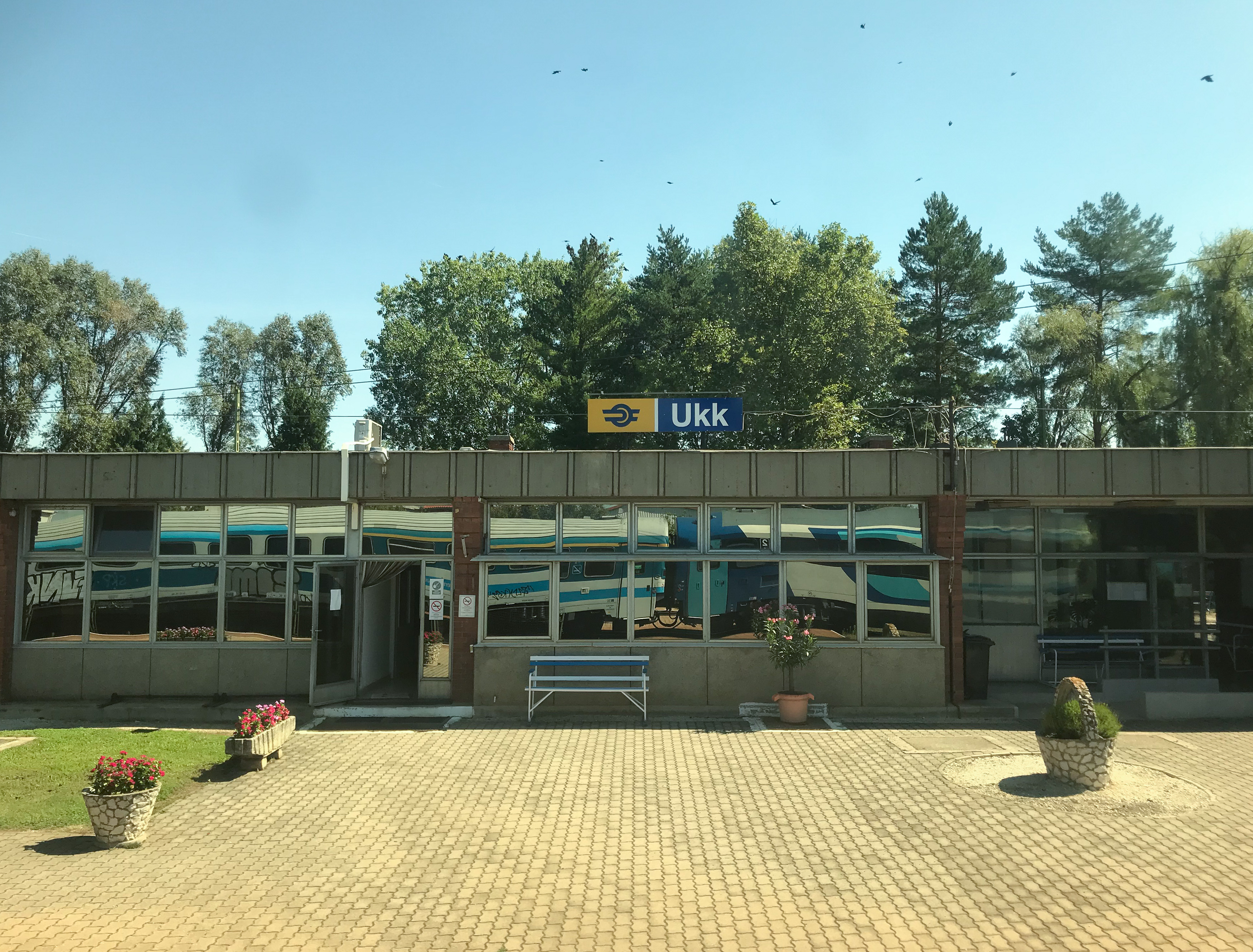
Bahnhofsgebäude in Ukk

Ukk ist eine ungarische Gemeinde im Kreis Sümeg im Komitat Veszprém.

## Geografische Lage
Ukk liegt 53 Kilometer westlich des Komitatssitzes Veszprém und 9 Kilometer nordwestlich der Kreisstadt Sümeg, am südlichen Rand des Marcalbeckens. Nachbargemeinden sind Gógánfa, Megyer, Rigács und Zalagyömörő.

## Geschichte
Die erste schriftliche Erwähnung des Ortes stammt aus dem Jahr 1268. Im frühen Mittelalter wurde er auch als Uggyemerev oder Ukkgyömörő verzeichnet.
Im Jahr 1725 wurde auf Betreiben der dort lebenden Mönche die Kirche gebaut. Hauptaltar, Statuen und Kanzel der Kirche stammten jedoch schon aus dem Jahr 1674.
Im Jahr 1913 gab es in der damaligen Kleingemeinde 107 Häuser und 708 Einwohner auf einer Fläche von 2347 Katastraljochen. Sie gehörte zu dieser Zeit zum Bezirk Sümeg im Komitat Zala.

## Infrastruktur
Vor Ort gibt es eine Post, Bücherei, Bürgermeisteramt, eine römisch-katholische Kirche und den Sportverein Ukk Tömegsport Egyesület.

## Sehenswürdigkeiten
- Römisch-katholische Kirche Szentháromság, erbaut 1725 im barocken Stil
- Schloss Gyömörey (Gyömörey-kastély)
- Standbild des heiligen Johannes Nepomuk (Nepomuki Szent János-szobor)
- Weltkriegsdenkmal (I. és II. világháborús emlékmű)

## Persönlichkeiten

### Söhne und Töchter der Stadt
- Viktor Rákosi (1860–1923), ungarischer Schriftsteller und Journalist
- Samuel Krauss (1866–1948), Hochschullehrer für Hebräisch und jüdische Geschichte

## Verkehr
Durch Ukk führen die Landstraße Nr. 7337 und die Hauptstraße Nr. 84. Zudem ist der Ort ein Eisenbahnknotenpunkt, es bestehen Zugverbindungen nach Celldömölk, Zalaegerszeg und Tapolca.